# Tanel Toom
Tanel Toom (Tallinn, Estônia, 1 de novembro de 1982) é um roteirista e cineasta estoniano. Como reconhecimento, foi nomeado ao Oscar 2011 na categoria de Melhor Curta-metragem por The Confession.